# 汪汉卿 (1935年)
汪汉卿（1935年—），男，福建南安人，中国物理化学家，曾任中国科学院兰州化学物理研究所研究员、博士生导师。